# Vitalismus
Vitalismus (z latinského vita = život) je označení pro filozofický a přírodovědecký směr, který soudí, že fungování živých organismů nelze vysvětlit pouze fyzikálními a chemickými mechanismy, nýbrž vykazuje jakousi zvláštní životní sílu či energii, latinsky vis vitalis, u Henri Bergsona élan vital.

## Vědecký a filozofický vitalismus
Za předchůdce vitalismu se považuje Aristotelés, který všem živým bytostem přisuzoval jakési vnitřní směřování k dokonalosti, jež nazýval entelechie. Zárodek a mládě se rozvíjí k dokonalosti svého druhu, rostlinám a některým živočichům doroste dokonce i ztracená část těla. Principem života je duše, u rostlin vegetativní, u živočichů senzitivní (vnímavá) a u člověka rozumná.
Za zakladatele novověkého vitalismu se pokládá vlámský chemik a přírodovědec Jean-Baptiste van Helmont (1677–1744), za hlavní představitele německý lékař a přírodovědec Georg Stahl (1659–1734), francouzský lékař Paul-Joseph Barthez (1734–1806) a zoolog Johann Friedrich Blumenbach (1752–1840). Vitalisté byli přesvědčeni, že i chemie živých organismů je jiná a zavedli rozlišení organické a anorganické chemie. Když se německému chemikovi F. Wöhlerovi roku 1828 podařila syntéza močoviny, tato hranice padla. Koncem 19. století vitalismus oživil biolog a filozof Hans Driesch (1867–1941).
Vitalismus jako vědecký názor se dnes pokládá za překonaný a rozdíl mezi živým a neživým hledají vědci spíš v organizaci a zacházení s informací. Ve filozofii jej však v jiné podobě obnovil francouzský filozof Henri Bergson (1859–1941), zejména v knize „Vývoj tvořivý“, která ovlivnila řadu dalších vědců a filozofů, jako byli například Georges Canguilhem, Gilles Deleuze nebo Hans Jonas. Nejsou vitalisté v klasickém smyslu slova, ale odmítají také mechanismus a zdůrazňují, že každý organismus je celek, který nelze vysvětlit jen z jeho částí, a život je proces, který nelze zastavit a zase spustit. K vitalistickým filozofům bývá řazen Emanuel Rádl (1873–1942).

### Vitalistická teorie
Vitalistická teorie byla teorie, která se zakládala na myšlence, že organické sloučeniny vznikají za přispění tzv. vis vitalis (životní síla). Tato teorie byla vyvrácena Friedrichem Wöhlerem v roce 1828, který pomocí zahřívání kyanatanu amonného (anorganická sloučenina) připravil karbonyldiamid neboli močovinu (organická sloučenina).